# Serbia Strong
Serbia Strong, ook wel Remove Kebab genoemd, is een Servisch nationalistisch lied en anti-moslim-propaganda dat rondgaat op het internet als een meme.
Het lied heette origineel Karadzic, Lead your Serbs (Servisch: Караџићу, води Србе своје, Karadžiću, vodi Srbe svoje), verwijzend naar de Bosnisch-Servische militaire leider en veroordeelde oorlogsmisdadiger Radovan Karadžić. Het is ook wel bekend als God is a Serb.

## Achtergrond
Het lied werd gecomponeerd als een moreel oppeppend deuntje voor Servische troepen tijdens de Joegoslavische oorlogen. In de video van het nummer wordt het deuntje uitgevoerd door Novislav Đajić (accordeon), Slobodan Vrga (keyboard), Nenad Tintor (trompet) en Željko Grmuša (zang), gekleed in Servische paramilitaire uniformen en vlak bij Knin op de weg richting Plavno, Kroatië. Daarnaast zijn beelden van gevangengenomen moslimgevangenen in door Serviërs gerunde interneringskampen te zien in een vervalste versie van de video die populair is op internet.
Delen van de melodie proberen een gevoel van onheil bij hun tegenstanders op te wekken met regels als "De wolven komen eraan - pas op, Ustashe en Turken". Denigrerende termen worden gebruikt in het lied, zoals "Ustaše" in verwijzing naar ultranationalistische en fascistische Kroatische strijders en "Turken" voor Bosniërs, met teksten die waarschuwen dat de Serviërs, onder leiding van Radovan Karadžić, achter hen aan kwamen.
De inhoud van het lied verheerlijkt Servische strijders en de moord op Bosniërs en Kroaten, samen met de Bosnisch-Servische leider Radovan Karadžić. Tijdens de Bosnische oorlog was het lied een marslied voor nationalistische Servische paramilitairen.
Het lied is meerdere keren herschreven in verschillende talen en heeft zijn militante en anti-Bosnische thema's behouden. "Remove Kebab" is de naam voor het nummer dat door extreemrechts wordt gebruikt.

## Populariteit op internet
Tussen 2006 en 2008 werden talloze bewerkingen van de video, oorspronkelijk gemaakt voor de mockumentary tv-show Četnovizija, op internet geplaatst. Gedurende het midden van de jaren 2000 verschenen veel parodieën op de meme die de video bespotten vanwege zijn agressief jingoïstische karakter.
Zo parodieerde een Turkse internetgebruiker het sentiment van de Servische nationalisten met een satirische onsamenhangende tirade die eindigde met de uitdrukking "remove kebab". Hoewel de meme aanvankelijk bedoeld was om racisme te parodiëren, ging deze betekenis achter de parodie verloren toen ze gangbaar werd in alt-right-discours.
De meme werd met name populair onder fans van grote strategische computerspellen van Paradox Interactive, waar het verwees naar de speler die het Ottomaanse Rijk of andere islamitische naties in het spel wilde verslaan. Het woord "kebab" werd uiteindelijk verbannen uit de officiële forums van Paradox Interactive vanwege het gebruik ervan door alt-right en ultranationalisten. Kort na de schietpartij in de moskee in Christchurch werd de meme ook verbannen uit reddit-gemeenschappen rond Paradox Interactive-games.
De populariteit van het lied steeg in de loop van de tijd met radicale elementen van veel rechtse groepen in het Westen. Het lied is in de rest van de wereld veel bekender dan op de Balkan zelf.
Novislav Đajić, de vermeende accordeonspeler van het nummer, is sindsdien een wijdverbreide 4chan-meme onder nationalisten geworden en wordt "Dat Face Soldier" genoemd of de afbeelding zelf als "Remove Kebab". Đajić werd in Duitsland veroordeeld voor zijn aandeel in de moord op 14 mensen tijdens de oorlog, resulterend in 5 jaar gevangenisstraf en deportatie naar het buitenland na zijn gevangenisstraf in 1997.
Ook verscheen de meme in meer dan 800 threads in de r/The_Donald subreddit en is beroemd gemaakt door alt-right.
Uit academisch onderzoek bleek dat in een dataset die werd verkregen door het uitpluizen van de website Know Your Meme in 2018, "Remove Kebab" 1 van elke 200 inzendingen per gemeenschap vormde in een dataset die werd bemonsterd voor politieke memes. "Remove Kebab" was vooral gebruikelijk op Gab, een website die "alt-right gebruikers, complottheoretici, trollen en grote hoeveelheden haatzaaiende uitlatingen aantrekt".

## Schietpartijen op moskee in Christchurch
Brenton Harrison Tarrant, de Australische schutter bij de massale schietpartij in 2019 in de Al Noor-moskee en het Linwood Islamic Center in Christchurch, Nieuw-Zeeland, had de zin "Remove Kebab" op een van zijn wapens geschreven. In zijn manifest "The Great Replacement" (vernoemd naar een extreemrechtse theorie uit Frankrijk met dezelfde naam door schrijver Renaud Camus), beschrijft hij zichzelf als een "parttime kebabremover". Hij livestreamde zichzelf ook terwijl hij het nummer enkele minuten voor de schietpartij in zijn auto speelde.
Na de opnames werden verschillende video's van het nummer van YouTube verwijderd, waaronder enkele met meer dan een miljoen views. Daarna hebben gebruikers op het online platform het deuntje opnieuw geüpload met de motivatie om "te protesteren tegen censuur".